# Шофор ле Бонијер
Шофор ле Бонијер (фр. Chaufour-lès-Bonnières) је насељено место у Француској у региону Париски регион, у департману Ивлен.
По подацима из 2011. године у општини је живело 433 становника, а густина насељености је износила 143,38 становника/km².

## Демографија
| 1962. | 1968. | 1975. | 1982. | 1990. | 2011. |
| ----- | ----- | ----- | ----- | ----- | ----- |
| 140   | 150   | 185   | 300   | 376   | 433   |